# Камара, Элдер
Элдер Пессоа Камара (порт. Dom Hélder Pessoa Câmara, 7 февраля 1909, Форталеза, Сеара — 27 августа 1999, Ресифи) — бразильский католический епископ, архиепископ Олинды и Ресифи, один из организаторов (1952) Национальной конференции епископов Бразилии и её генеральный секретарь до 1964 года. Сторонник теологии освобождения и христианского социализма, во время двадцатилетней бразильской военной диктатуры стал в оппозицию к военному режиму и выступал за ненасилие и соблюдение прав человека, проповедовал позицию «церковь ближе к обездоленным и пострадавшим», а также проводил прогрессивные реформы в церкви.

## Биография
Родился в 1909 году в Форталезе, столице бедной провинции на севере Бразилии. Отец Элдера Камары работал финансовым инспектором, а мать была школьной учительницей. Ребёнок обучался в местной католической школе и поступил в семинарию в 1923 году.
Священником Камара стал в 1930 году, после прямого распоряжения Святого Престола относительно его юного возраста. В молодые годы он поддерживал крайне правые идеи бразильского интегрализма — выбор, который он позднее отверг. Также при его помощи, когда Камара в 1952 году занял пост вспомогательного епископа Рио-де-Жанейро, были основаны две социальные организации — Католический союз работающих женщин и Трудовой легион области Сеара. За годы в Рио-де-Жанейро Камара получил презрительное прозвище «епископ трущоб», за его постоянное внимание к обитателям бедных кварталов.
Камара активно участвовал в формировании Национальной конференции епископов Бразилии 1952 года и был его первым избранным секретарём на протяжении двенадцати лет. В 1959 году он основал филантропическую организацию «Банк промысла Божьего» в провинции Рио-де-Жанейро для борьбы с бедностью и нищетой, задачей которой стала выдача дешевых ссуд и займов необеспеченным слоям населения.
Элдер Камара присутствовал на всех четырёх сессиях Второго Ватиканского Собора и принял значительное участие в редактировании черновиков Пастырской Конституции Gaudium et Spes. 16 ноября 1965 года, за несколько дней до официального окончания Собора он и его 40 коллег-епископов собрались ночью в Катакомбах Домитиллы, провели там евхаристическое богослужение и подписали так называемый «катакомбный договор». Договор содержал 13 статей, призывающих епископат Римской Католической церкви изменить своё отношение к проблеме мировой бедности и перейти к практике жизни в евангельской скромности — без почетных званий, привилегий и демонстрации превосходства. Договор оканчивался призывом «последовать примеру сорока братьев-епископов и найти свое предназначение в тихом и скромном служении тем двум третям человечества, которые до сих пор пребывают в культурной, моральной и буквальной нищете, открыть себя всем обездоленным, невзирая на их формальную веру и религиозность».
Под влиянием архиепископа Элдера Камары католическая церковь в Бразилии превратилась в открытого критика режима военной диктатуры в стране и катализатором социальных изменений. Камара выступал с речами и писал статьи о невозможности бороться путём насилия с восстаниями и революциями, происходящими из повсеместной бедности. Часть бразильского епископата вступила в переговоры с военной хунтой о возможности отстранения архиепископа Элдера Камары за его поддержку земельной реформы, а его близкий друг и коллега, священник Антонио Энрике Перейра Нету, был убит неизвестными.
Как убежденный сторонник теологии освобождения, он оставался архиепископом диоцезии Олинды и Ресифе с 1965 по 1984 год, в период, когда в стране произошло несколько военных переворотов. Критики Камары утверждали, что он политизировал церковную благотворительность и своим авторитетом способствовал различным вооруженным восстаниям, затопившим Южную и Латинскую Америку в семидесятые и восьмидесятые годы.
Его публицистической работой остаётся книга «Спираль насилия», опубликованная в 1971 году, когда США всё ещё продолжали Вьетнамскую войну. В ней Камара описывал «спираль воспроизводства насилия», вырастающую из угнетения и несправедливости, которые, в свою очередь, порождают всё возрастающее революционное насилие, которое на очередном витке подавляется жестокими репрессивными мерами. Камара призывал следующее поколение «разорвать эту спираль насилия, к которой привыкли их отцы и деды, накручивая всё новые её витки все эти годы». Книга переиздавалась более 20 лет.
Архиепископ Элдер Камара скончался в Ресифи в возрасте 90 лет.

## Критика

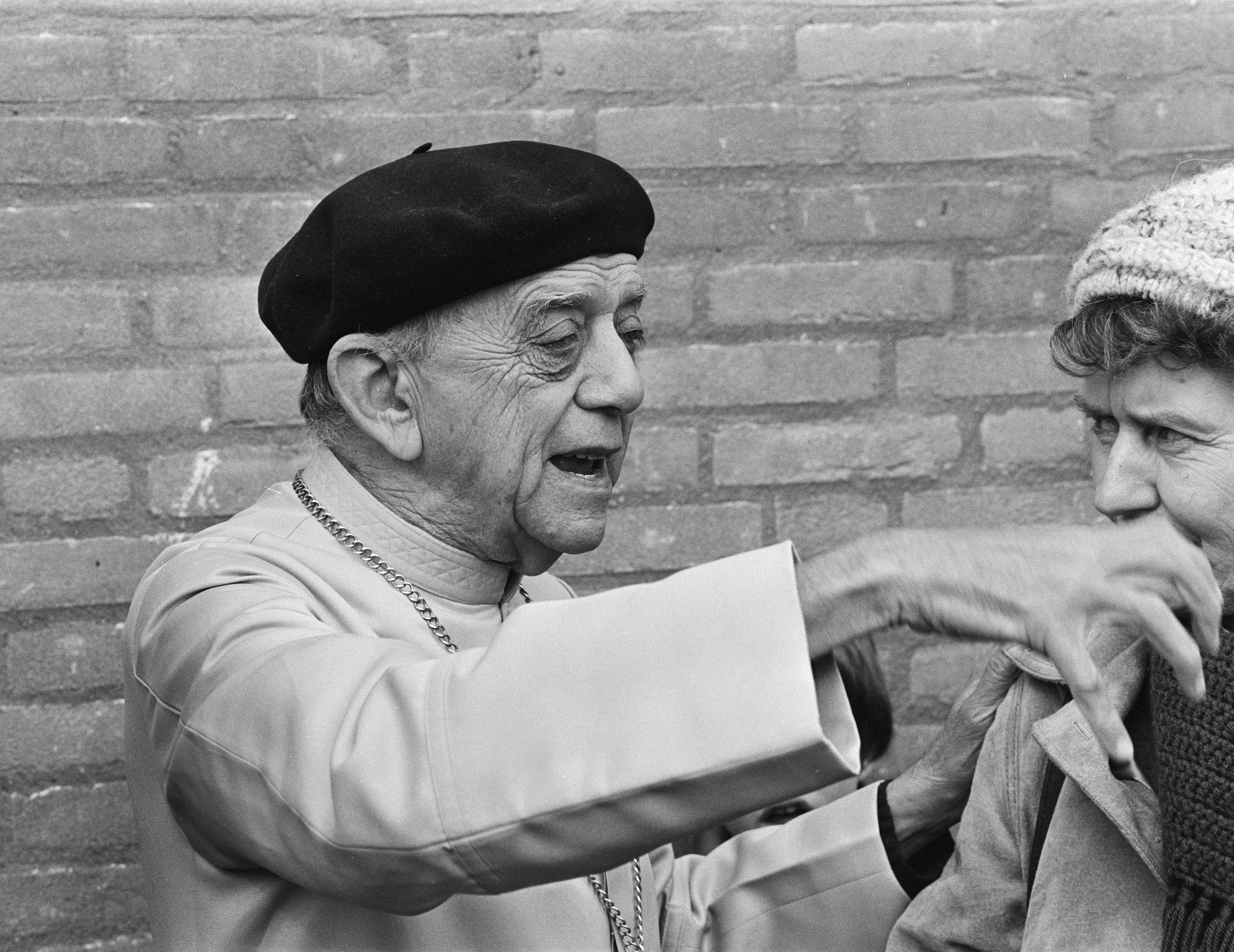
Элдер Камара в 1981 году

Камара был известен своими взглядами, которые не всегда соотносились с позицией Ватикана. Например, он находил разумным порядок, существующий в Православной церкви относительно разводов, и утверждал, что «по крайней мере, вдовцы и вдовицы должны получить возможность заключать новый церковный брак, в то время как существующее положение нарушает мир во многих семьях и приводит к самообвинению и несчастьям».
В известном интервью, которое Камара дал итальянской журналистке Ориане Фаллачи, он также заявил, что, несмотря на его строгую убежденность в необходимости отказа от насилия, он не всегда может осудить тех, кто прибегает к нему: «Я знаю и уважаю многих священников, которые носят ружья на своих плечах; я никогда не утверждал, что защита от угнетения и страданий при помощи оружия аморальна или противоречит духу христианства. Но я бы не пошёл по этому пути, это не метод для лично меня, не мой способ следовать Евангелию».
Камара называл себя социалистом и отрицал свою принадлежность к марксистам, хотя симпатизировал отдельным деятелям марксистского движения. В упомянутом интервью с Орианой Фаллачи он заметил, что «Мой социализм — особый социализм, социализм, который чтит человека, права человека, и возвращает его к евангельским ценностям. Мой социализм — это христианская справедливость». Также он отмечал, что хотя он и не согласен с Марксом в выводах из его работ, марксистский анализ капиталистического общества он находит в целом верным.

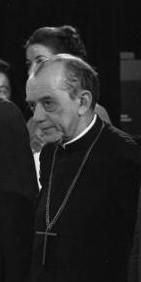
Элдер Камара в Бонне (1970)

## Награды
- В 1973 году Камара был номинирован на Нобелевскую премию мира квакерским Американским комитетом Друзей на службе обществу, однако против его кандидатуры выступили двое консервативных членов Норвежского нобелевского комитета, работавших в тесной смычке со служившим военной диктатуре послом Бразилии.
- В 1975 году ему была присуждена ежегодная католическая премия Pacem in Terris. Премия присуждается ежегодно «лицам, служащим миру и справедливости не только в рамках своей страны, но и всего мира».
- В 2015 году Ватиканская конгрегация по канонизации святых, изучив жизнь и поступки архиепископа Олинды и Ресифе Элдера Камары, заявила, что не видит препятствий для начала процесса по беатификации и канонизации.

## Цитаты
Когда мне удается накормить бедных, меня называют святым. Когда я спрашиваю, почему они бедны, меня называют коммунистом.
Настанет день, когда массы Латинской Америки с нами или без нас, или против нас прозреют. И когда наступит этот день, горе христианству, если в массах создастся впечатление, что их тяжелое положение — это следствие того, что христианство было заодно с богатыми и имущими.
На нас лежит доля ответственности за противоречащее христианству позорное положение, при котором более двух третей нашего населения живет в нечеловеческих условиях… Всякий раз, когда деятели церкви выступают за улучшение жизни масс, нас обвиняют в том, что мы вмешиваемся в политику, содействуем подрывной деятельности и играем на руку коммунизму. Во имя антикоммунизма капитализм защищают как оплот христианской цивилизации, не учитывая, что если каждый шаг в защиту прав и справедливости расценивать как проявление коммунистической идеологии, то это в конечном счете станет пропагандой в пользу коммунизма.